# Elecciones presidenciales de Togo de 2020
Las elecciones presidenciales se celebraron en Togo el 22 de febrero de 2020. El presidente titular, Faure Gnassingbé, de la Unión por la República, fue reelegido para su cuarto mandato con el 71% de los votos en la primera vuelta. Su rival más cercano fue Agbéyomé Kodjo, un ex primer ministro y líder del recién creado Movimiento Patriótico para la Democracia y el Desarrollo, que recibió el 19% de los votos.

## Sistema electoral
Las enmiendas constitucionales aprobadas en mayo de 2019 cambiaron el sistema electoral para la presidencia al sistema de balotaje, reemplazando el sistema anterior de escrutinio mayoritario uninominal.

## Campaña
En octubre de 2019, el principal partido de oposición, la Alianza Nacional para el Cambio, confirmó que su líder, Jean-Pierre Fabre, sería su candidato.
En enero de 2020, el arzobispo emérito de Lomé, Philippe Fanoko Kossi Kpodzro, pidió la suspensión de las elecciones presidenciales para allanar el camino para las reformas electorales.

## Resultados
| Candidato                          | Candidato                          | Partido                                                  | Votos     | %     |
| ---------------------------------- | ---------------------------------- | -------------------------------------------------------- | --------- | ----- |
|                                    | Faure Gnassingbé                   | Unión por la República                                   | 1,760,309 | 70.78 |
|                                    | Agbéyomé Kodjo                     | Movimiento Patriótico para la Democracia y el Desarrollo | 483,926   | 19.46 |
|                                    | Jean-Pierre Fabre                  | Alianza Nacional para el Cambio                          | 116,336   | 4.68  |
|                                    | Aimé Gogué                         | Alianza de Demócratas para el Desarrollo Integral        | 57,777    | 2.40  |
|                                    | Wolou Komi                         | Pacto Socialista por la Renovación                       | 29,791    | 1.20  |
|                                    | Georges Williams Kuessan           | Santé du Peuple                                          | 19,923    | 0.80  |
|                                    | Tchassona Traoré                   | Movimiento Cívico por la Democracia y el Desarrollo      | 16,814    | 0.68  |
| Votos inválidos/en blanco          | Votos inválidos/en blanco          | Votos inválidos/en blanco                                | 963,413   | –     |
| Total                              | Total                              | Total                                                    | 3,449,989 | 100   |
| Votantes registrados/participación | Votantes registrados/participación | Votantes registrados/participación                       | 3,738,786 | 92.28 |
| Fuente: Corte Constitucional       |                                    |                                                          |           |       |